# Titao

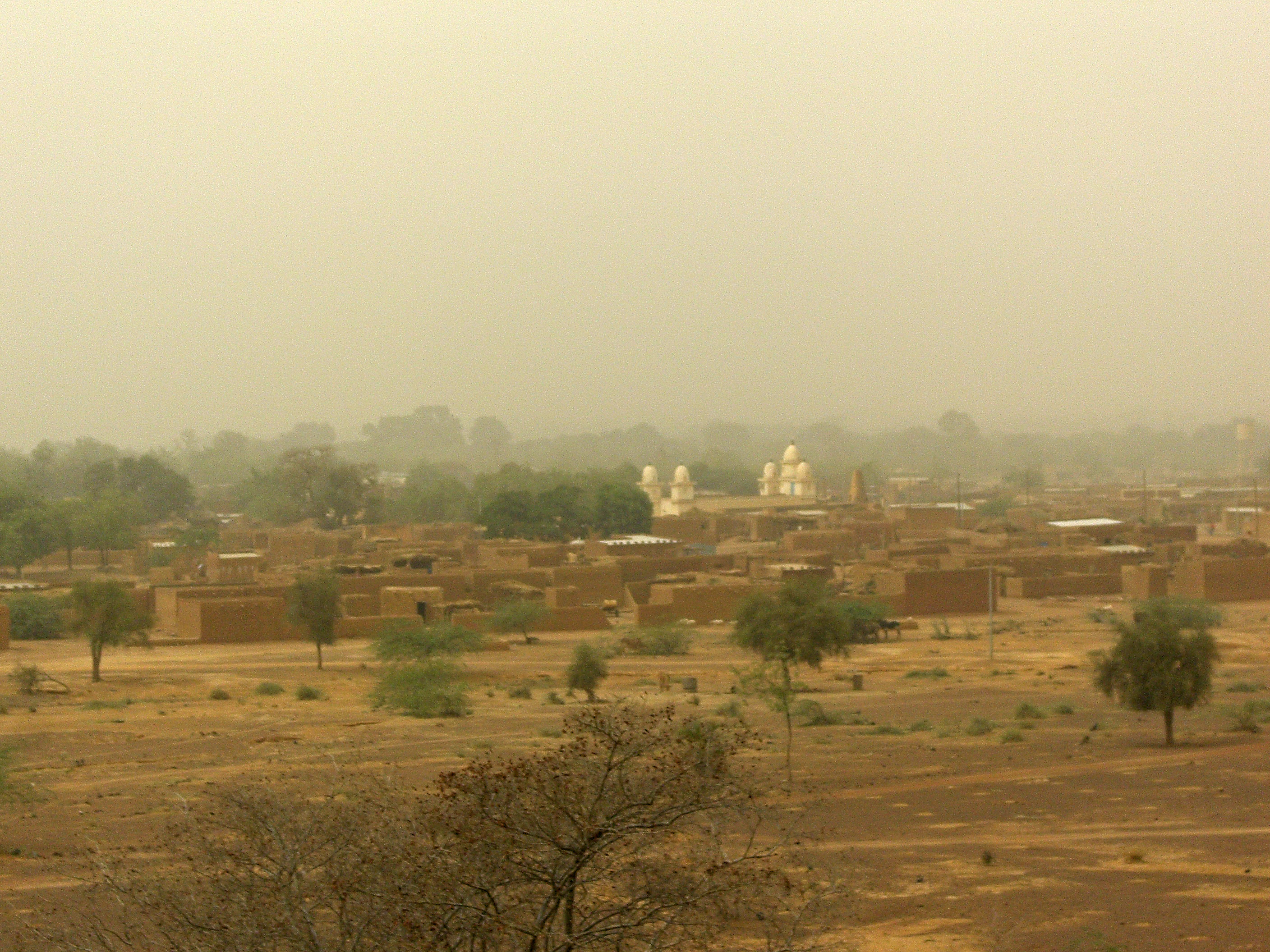
Titao (2007)

Titao ist eine Stadt (commune urbaine) und ein dasselbe Gebiet umfassendes Departement im westafrikanischen Staat Burkina Faso, in der Region Nord gelegen und Hauptstadt der Provinz Loroum. Die Einwohnerzahl im Hauptort und den 39 umliegenden Dörfern beträgt 66.379 (Zensus 2006). Die Stadt ist in sieben Sektoren gegliedert und wurde etwa Anfang des 18. Jahrhunderts gegründet.
Die Bewohner, Titaolais genannt, sind überwiegend muslimisch.